# Rzeszotary Górne
Rzeszotary Górne – część wsi Rzeszotary w Polsce, położona w województwie małopolskim, w powiecie krakowskim, w gminie Świątniki Górne.
W latach 1975–1998 Rzeszotary Górne administracyjnie należały do województwa krakowskiego.